# Барвистий лев

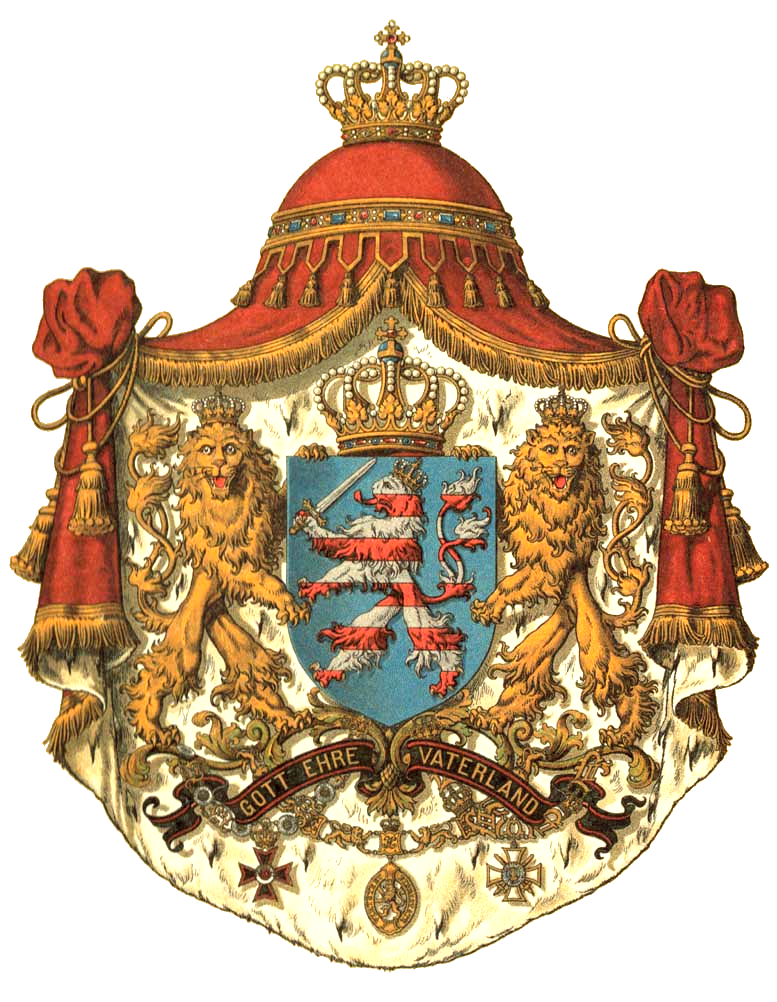
Барвистий лев на великому гербі Великого герцогства Гессенського

Барви́стий лев (нім. Bunter Löwe) — у німецькій геральдиці гербова фігура у вигляді здибленого лева, перетятого срібними і червоними смугами. У гербовниках може описуватися як біло-червоний або червоно-білий лев, срібний лев із червоними смугами, або червоний лев зі срібними смугами. Вперше відомий з герба тюринзького ландграфа Конрада, великого магістра Тевтонського ордену (1239—1240) — у синьому полі срібний коронований лев, перетятий чотирма червоними смугами. Використовується на земельних гербах Гессену та Тюрингії, а також територіальній геральдиці цих земель. Інші назви — ге́ссенський лев (нім. Hessischer Löwe, Hessenlöwe; починається зі срібної смуги на голові), або тюри́нгський лев (нім. Thüringer Löwe, thüringischer Löwe; починається з червоної смуги на голові).

## Галерея

### Земельні герби

Гессен
Тюрингія

### Повітові герби

Бергштрасе
Фульда
Верхній Таунус
Кассель
Марбург-Біденкопф
Швальм-Едер
Фогельсберг
Вальдек-Франкенберг